# Maria Deku
Maria Deku (ngày 18 tháng 3 năm 1901 tại Düsseldorf - ngày 19 tháng 4 năm 1983 tại một chỗ có thể được gọi bằng một cái tên là Kleinblittersdorf) là một chính trị gia người Đức, đại diện của Liên minh Xã hội Kitô giáo Bavaria.
Từ tháng 12 năm 1946 đến tháng 2 năm 1948, cô là thành viên của Landtag of Bavaria.